# Villena

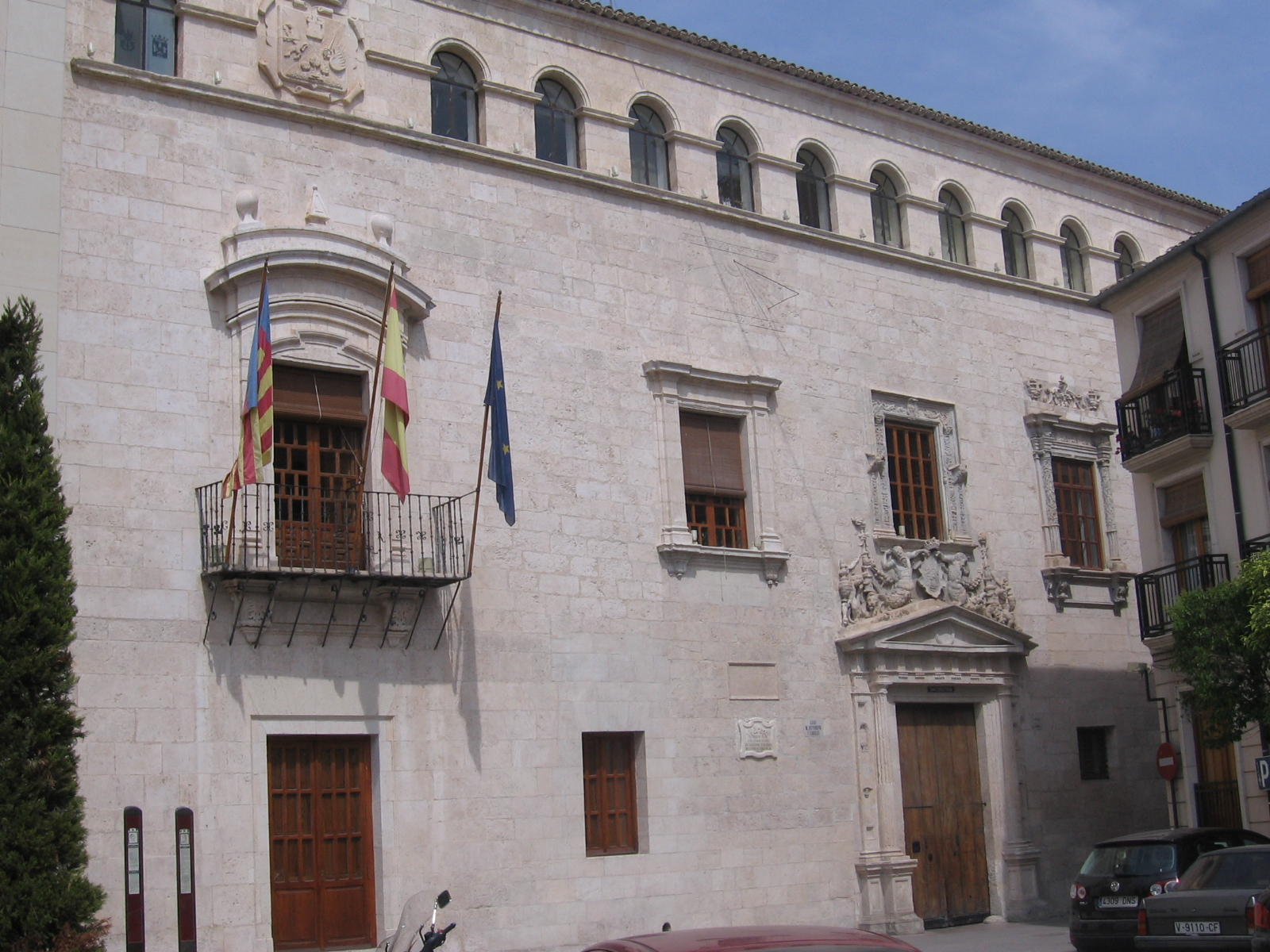
Rathaus

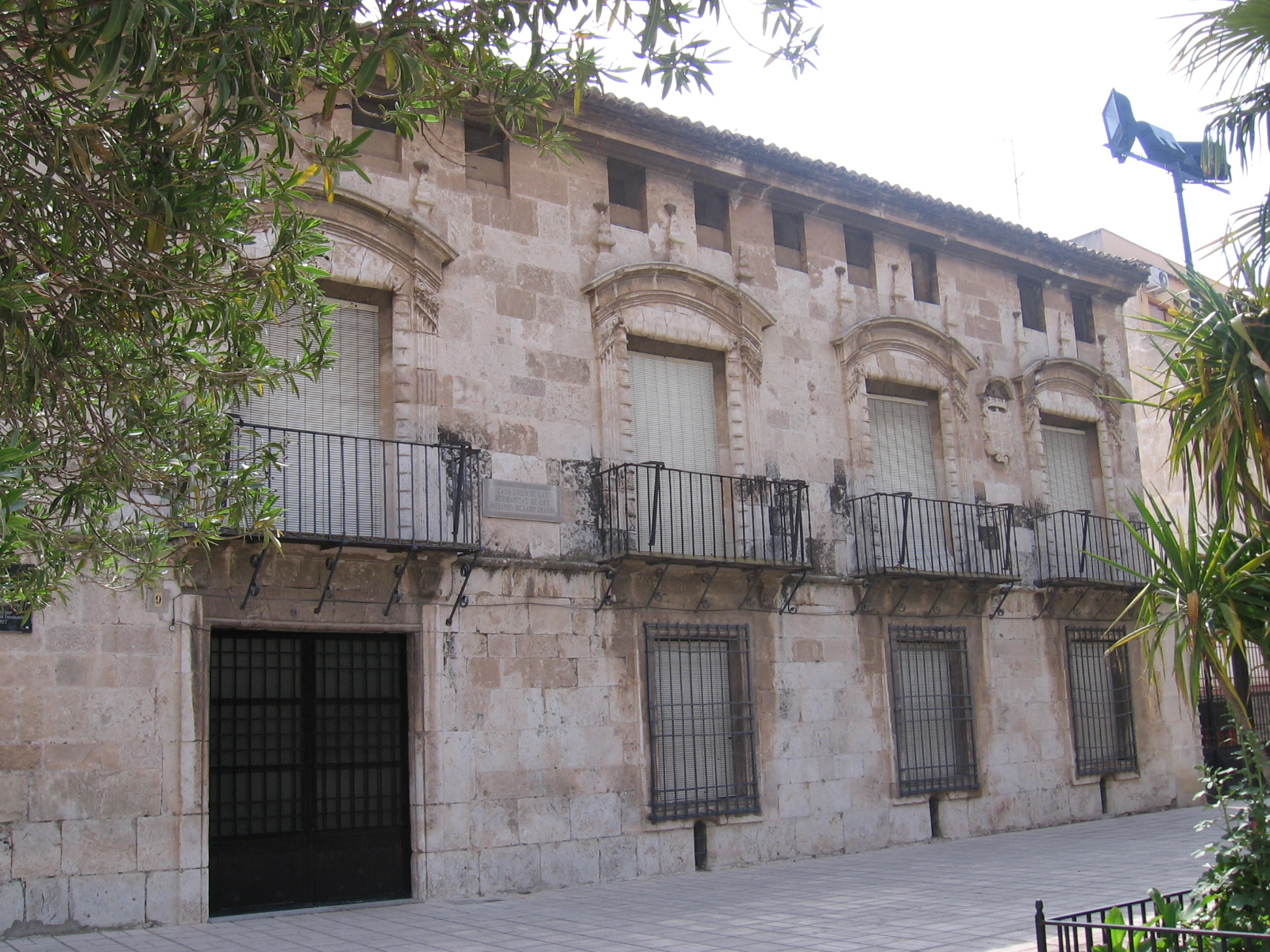
Palast der Familie „Selva“, heute Altersheim

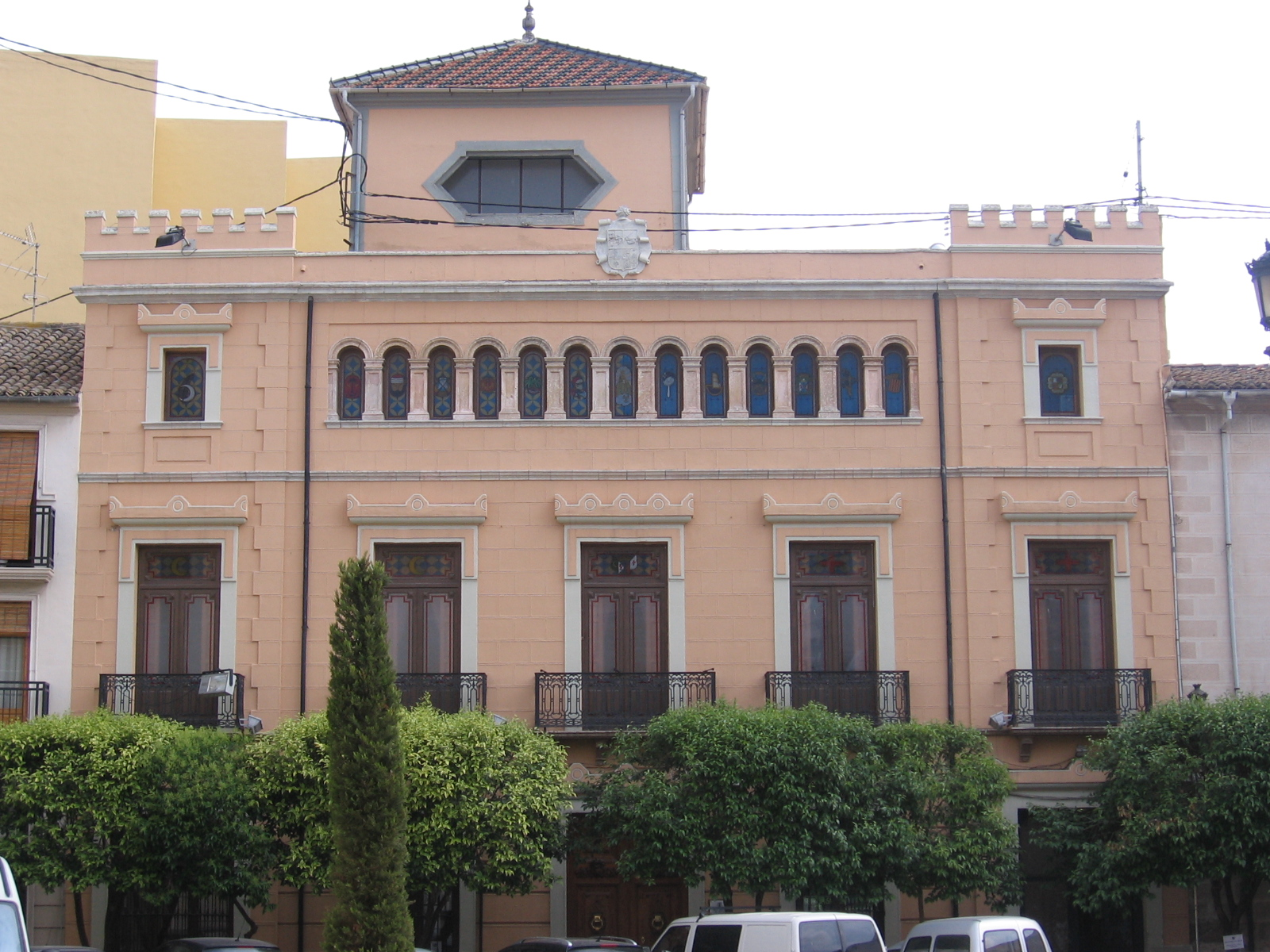
Museo del Festero

Villena ist eine Stadt und eine aus dem Hauptort und mehreren kleinen Dörfern (aldeas) und Weilern (pedanías) bestehende Gemeinde (municipio) mit 34.385 Einwohnern (Stand: 2024) in der Provinz Alicante in der Autonomen Region Valencia im Südosten Spaniens. Die Stadt liegt an der Ruta de la Lana, einem mittelalterlichen Handels- und Pilgerweg. Das Altstadtviertel zu Füßen der Burg ist seit dem Jahr 1968 als Conjunto histórico-artístico eingestuft.

## Lage und Klima
Villena liegt im Quellgebiet des Río Vinalopó und am Fuß des Berges San Cristóbal in einer Höhe von ca. 510 m. Das Klima im Winter ist gemäßigt, im Sommer dagegen warm bis heiß; die eher geringen Niederschlagsmengen (ca. 420 mm/Jahr) fallen – mit Ausnahme der nahezu regenlosen Sommermonate – verteilt übers ganze Jahr.

## Bevölkerungsentwicklung
| Jahr      | 1857   | 1900   | 1950   | 2000   | 2021   |
| Einwohner | 10.178 | 14.099 | 19.994 | 31.760 | 34.025 |

Aufgrund der Zuwanderung aus ländlichen Regionen infolge der Mechanisierung der Landwirtschaft, der Aufgabe bäuerlicher Kleinbetriebe („Höfesterben“)  und des daraus resultierenden Verlusts von Arbeitsplätzen auf dem Land ist die Einwohnerzahl der Gemeinde seit Beginn des 19. Jahrhunderts deutlich angewachsen („Landflucht“).

## Wirtschaft
War die Stadt früher hauptsächlich agrarisch und in geringem Umfang merkantil orientiert, so spielen heute Handel, Handwerk, Industrie und das Dienstleistungsgewerbe die dominierenden Rollen; wichtigste Produkte sind Möbel und Schuhe. Die Stadt ist seit dem Jahr 1858 an das spanische Eisenbahnnetz, aber durch die neue Autovía A-31 heute auch an das Autobahnnetz angeschlossen.

## Geschichte
Die Gegend um Villena war bereits vor etwa 50.000 Jahren besiedelt. Das bronzezeitliche Golddepot des Tesoro de Villena wurde im Jahr 1963 entdeckt und ist Ausdruck der Bedeutung des Platzes in der El-Argar-Kultur und ihrem elaborierten metallurgischen Handwerk. Aus iberischer und römischer Zeit sind keine größeren Ansiedlungen bekannt.
Villena bestand vielleicht schon vor der Herrschaft der Westgoten und wird möglicherweise im 713 n. Chr. geschlossenen Vertrag zwischen Abd al-Aziz und Teudemir genannt; es existierte jedenfalls spätestens seit dem 11. Jahrhundert, als es zum maurischen Taifa-Königreich von Valencia gehörte. Im Jahr 1240 fiel es im Zuge der Reconquista wieder in christliche Hand, als es im Auftrag König Jakobs I. von Aragón von den Mauren zurückerobert wurde. Die Stadt fiel an Kastilien, wurde aber auch von Aragón beansprucht, was zu Grenzkonflikten zwischen diesen beiden Mächten führte.
Zu Beginn der 1250er Jahre wurde Villena Sitz einer Grundherrschaft (señorío), die der kastilische König Alfons X. seinem jüngeren Bruder, dem Infanten Manuel von Kastilien übertrug. Dieser vererbte sie seinem Sohn Juan Manuel weiter, der in den 1330er Jahren zum Herzog (Duque de Villena) erhoben wurde. Dessen Sohn Fernando Manuel war von 1348 bis zu seinem Tod 1350 zweiter Herzog von Villena, woraufhin ihm seine Tochter Blanka Manuel als Herzogin (duquesa) nachfolgte. Im Jahr 1361 wurde Juan Manuels Tochter Juana Manuel Herzogin von Villena. Sie war mit dem späteren kastilischen König Heinrich II. verheiratet. Mit ihrer Einwilligung verlieh Heinrich II., der durch Schenkungen seine Partei während seines Bürgerkriegs gegen Peter den Grausamen stärken wollte, Villena 1366 an Alfonso von Aragón mit dem Titel eines Marquisats (Marquesado de Villena). Alfonso trat das Marquisat an seinen Sohn Pedro ab, der somit zweiter Marquès de Villena wurde, aber bereits 1385, lange vor dem Tod seines Vaters, in der Schlacht von Aljubarrota fiel. Pedros Sohn Enrique de Villena war Schriftsteller, aber auch für sein Interesse an Magie und Astrologie bekannt.
Nach der Entmachtung Alfonsos von Aragón fiel das Marquesado de Villena wieder an die kastilische Krone. Doch im Jahr 1445 wurde es nach der ersten Schlacht von Olmedo durch den kastilischen König Johann II. an Juan Pacheco vergeben. Weil dessen Sohn Diego López Pacheco y Portocarrero im kastilischen Erbfolgekrieg aber Juana la Beltraneja unterstützte, eroberten Truppen der Katholischen Könige im Jahr 1476 die Markgrafschaft, die nun von der Krone dauerhaft eingezogen wurde. Dennoch durften die Herzöge von Escalona weiterhin ständig den Titel eines Marquès de Villena führen.
Im Jahr 1525 verlieh Kaiser Karl V. Villena das Stadtrecht. Im Spanischen Erbfolgekrieg stand die Stadt auf Seite Philipps V.; ihre Burg Castillo de la Atalaya wurde von den Alliierten im Jahr 1707 vergeblich belagert. Im Jahr 1829 ereignete sich hier ein verheerendes Erdbeben.

## Sehenswürdigkeiten
- Die Altstadt von Villena, das Centro histórico, erstreckt sich um die Burg (Castillo de Atalaya) herum und die meisten Denkmäler der Stadt sind dort konzentriert. An der Plaza de Santiago kann man die unterschiedlichen Epochen der Stadtgeschichte ablesen.[5]
- Der Palacio Municipal wurde im 16. Jahrhundert gebaut; er beherbergt heute einen Großteil des Rathauses (Casa Consistorial) sowie das Archäologische Museum. Dort befindet sich der Schatz von Villena (Tesoro de Villena), ein bedeutendes archäologisches Konvolut aus der Bronzezeit, bestehend aus ca. 60 Einzelobjekten aus Gold, Silber, Eisen und Bernstein.[6]
- Das Castillo de la Atalaya wurde von den Almohaden um 1200 als ein Teil einer Reihe von Verteidigungsburgen erbaut, doch zu Beginn des 14. Jahrhunderts von dem Infanten Don Juan Manuel völlig neu erbaut. Es besteht aus zwei Mauerreihen, wobei der große Turm (atalaya = „Wachturm“) im Inneren herausragt. Hervorzuheben sind die Kreuzrippengewölbe der ersten beiden Räume; sie sind zusammen mit denen der benachbarten Burg von Biar die ältesten ihrer Art in Spanien.[7][8]
- Die Iglesia de Santiago wurde im 14. Jahrhundert erbaut und ist einer der bedeutendsten Komplexe im spätgotischen und Renaissancestil der Region. Sein dreischiffiger Grundriss und seine gedrehten Säulen (wie auf den Fischmärkten von Valencia und Mallorcas Kathedrale) sind typisch für die spätgotische Architektur im Mittelmeer-Raum.[9]
- Das Teatro Chapí ist nach dem im Jahr 1909 verstorbenen Komponisten Ruperto Chapí benannt; es wurde am 5. Dezember 1925 eingeweiht. Die Vielfalt der architektonischen Stile sticht hervor: Die beiden Seitenfassaden und der Logenbereich bewahren noch den Geschmack des historistischen Modernismus der neugriechischen Hänge, während die Hauptfassade, die zwischen 1922 und 1923 erbaut wurde, klassizistische Formen zeigt.[10]

## Feste
- Fiestas de Moros y Cristianos: Vom 4. bis 9. September finden alljährlich  die „Fiestas de Moros y Cristianos“ statt. Diese Fiestas gehen mehr als zwei Jahrhunderte zurück und stützen sich auf die Rückeroberung der Stadt im Jahre 1240. Diese Reconquista wird traditionell mit Schaukämpfen dargestellt: Die Dramaturgie besteht in der Eroberung einer Stadt durch die Mauren und deren Rückeroberung durch die Christen. Es ist im wahrsten Sinnes des Wortes ein Volksfest: es nehmen über 15.000 Menschen teil, darunter über 80 Musikkapellen (Bandas de Música). Die Bevölkerung teilt sich in zwei große Gruppen, die in mittelalterliche Kostüme schlüpfen, um Christen und Mauren darzustellen. Ihre Gewändern sind prächtige und phantasievolle Kostüme. Die Aufführung der „Bekehrung des Mauren zum Christentum“, ein Schauspiel, das am 8. September in der Jakobuskirche stattfindet, gehört zu den wichtigsten Ereignissen.
- Fiestas del Medievo: Seit 2001 finden im Stadtteil Barrio del Rabal (in der Altstadt) die „Fiestas del Medievo“ statt, eine dreitägige Veranstaltung, die ein Mittelaltermarkt, mit Umzüge, Konzerte, Theaterspiele, Falknervorführungen und vieles mehr beinhaltet. Auch Hochzeiten werden in mittelalterlichem Ambiente gefeiert.
- Leyendas del Rock: Das Festival für Heavy-Metal- und Hard-Rock-Fans findet seit 2013 jährlich in Villena statt[11].

## Persönlichkeiten
- Ruperto Chapí y Lorente (1851–1909), Komponist.
- Joaquín María López (1798–1855), Politiker, Senator auf Lebenszeit und Autor von politischen Schriften.